# Albert (cràter)

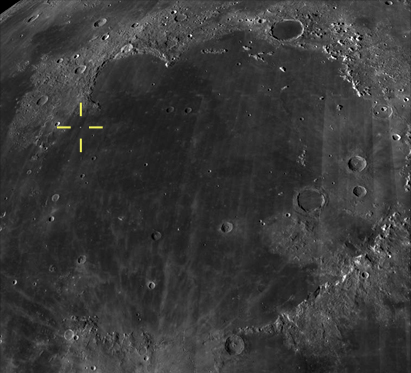
Albert és un dels dotze cràters lunars localitzats al nord-oest del Mare Imbrium

Albert és un petit cràter d'impacte situat a la part nord-oest del Mare Imbrium, al sector nord-oest de la cara visible de la Lluna. Es troba a l'oest de Kolya i es troba aproximadament a un diàmetre al nord-oest de Leonid. Un element destacable de la zona és el Promontorium Heraclides, situat 30 km al nord del punt més septentrional visitat pel Lunokhod 1, i el cràter C. Herschel, situat a més de 150 km al sud-sud-est.

## Descripció
El cràter porta un nom d'origen germànic, una de les 12 denominacions de petits cràters a l'àrea on va passar el Lunokhod 1, que van ser aprovades per la Unió Astronòmica Internacional (UAI) el 14 de juny de 2012.
Després de donar algunes voltes després d'abandonar el cràter Kolya, el mòdul d'aterratge soviètic Luna 17 es va detenir al nord del cràter a l'agost i després es va dirigir cap a l'est, i a continuació va avançar cap al sud-est, cap a mitjan agost. Es va dirigir a la seva posició final al setembre, prop del cràter ara conegut com a Leonid. La ubicació i el recorregut del mòdul d'aterratge es van poder determinar el 17 de març de 2010 gràcies al treball realitzat per Albert Abdrakhimov sobre una imatge de la missió Lunar Reconnaissance Orbiter.